# Bodzianske Lúky
Bodzianske Lúky este o comună slovacă, aflată în districtul Komárno din regiunea Nitra. Localitatea se află la altitudinea de 109 m deasupra n.m., se întinde pe o suprafață de 5,17 km2 și în 2017 număra 187 de locuitori.
Localitatea este înfrățită cu Sárosd.

## Istoric
Localitatea Bodzianske Lúky este atestată documentar din 1387.

## Demografie
| An:                | 1994 | 2004    | 2014    | 2024   |
| ------------------ | ---- | ------- | ------- | ------ |
| Număr de persoane: | 255  | 223     | 191     | 177    |
| Diferență:         |      | −12,54% | −14,34% | −7,32% |

| An:                | 2023 | 2024   |
| ------------------ | ---- | ------ |
| Număr de persoane: | 175  | 177    |
| Diferență:         |      | +1,14% |